# Netiv Haasara
Netiv HaAsara (en idioma hebreo: נְתִיב הָעֲשָׂרָה) es un pueblo y un moshav israelí del distrito del sur de Israel. El moshav está situado al noroeste del Néguev, junto a la frontera con la Franja de Gaza y cercano a la valla fronteriza. El moshav está bajo la jurisdicción del Concejo Regional Hof Ashkelon. El municipio tenía una población de 900 habitantes en 2021.

## Historia
El pueblo fue creado en 1982 por 70 familias desplazadas de la Península del Sinaí después de la Paz de Camp David. El pueblo está a 400 metros de la frontera con la Franja de GazaEl territorio de El Moshav se encuentra junto al paso fronterizo y puesto de control de Erez.

## Ataque de 2023 y masacre
- Artículo principal: Masacre de Netiv Haasara.

El 7 de octubre de 2023, militantes de Hamás atacaron Netiv Haasara, provocando una masacre. Los terroristas mataron al menos a 20 personas, incluidos en algunos casos miembros de la misma familia.
Los terroristas infiltrados en Israel desde la Franja de Gaza tomaron el control del municipio durante unas horas.